# Tepidibacter thalassicus
Tepidibacter thalassicus è una specie di batterio appartenente alla famiglia delle Clostridiaceae.